# لیدیایی‌ها

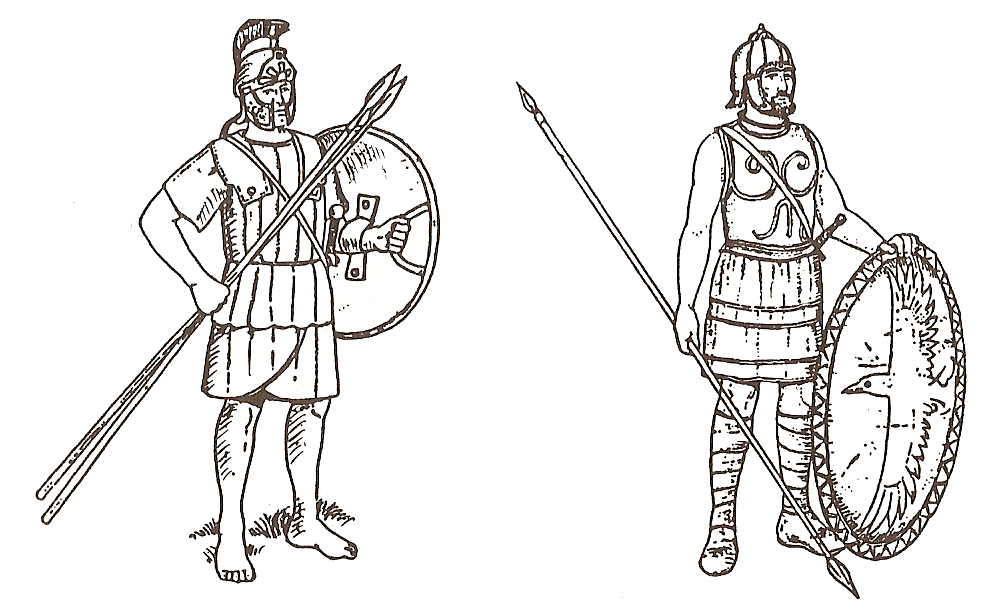
سربازان آناتولیایی ارتش خشایارشا. چپ - هوپلیت از ایونیا، راست - هوپلیت از لیدیا.

لیدیایی‌ها (انگلیسی: Lydians) یا اسپارت‌ها  مردم ساکن لیدیه، منطقه ای در آناتولی، بودند که به یک زبان هند و اروپایی صحبت می‌کردند. پایتخت لیدیا در اسفارد یا ساردیس بود. آنها در همسایگی فریگیه بوده‌اند.
سوالات در مورد منشأ آنها، که به هزاره دوم قبل از میلاد می‌رسد، همچنان توسط مورخان زبان و باستان شناسان مورد بحث است. اما براساس مطالعات ژنتیکی که از عصر برنز در آناتولی موجود است، به نظر می‌رسد جمعیت لیدی مخلوطی از کشاورزان ایرانی بوده‌است و از لحاظ تبارشناسی ژنتیکی در زمینه کار شده‌است.
فرهنگ لیدیایی متمایز، آخرین بار در میان سوابق موجود، توسط استرابون، در کیبیرا در جنوب غربی آناتولی و در حدود زمان او (قرن اول پیش از میلاد) به اثبات رسیده‌است. قدرت لیدیا با سقوط پایتخت آنها در حوادث پس از نبرد هالیس در سال ۵۸۵ قبل از میلاد و حل شدن در زیرمجوعهٔ ممالک کوروش کبیر در سال ۵۴۶ قبل از میلاد به پایان رسید.

## خصوصیات اسپارت‌ها
هرودوت در تاریخ‌های خود می‌گوید که اسپارت‌ها «نخستین مردانی بودند که می‌دانیم پول طلا و نقره را ساخته و از آنها استفاده کردند».
به گفته هرودوت، هنگامی که یک دختر لیدیایی به بلوغ رسید، تا زمانی که جهیزیه کافی به دست آورد، به تجارت فاحشگی می‌پرداخت و پس از جمع‌آوری جهیزه اش در دسترس بودن خود برای ازدواج را اعلام می‌کرد.
هرودوت همچنین اسپارتی‌ها را به اختراع انواع بازی‌های باستانی، به ویژه یک قل دو قل نسبت می‌دهد، و ادعا می‌کند که محبوبیت بازی‌ها به این دلیل حاصل شد که اسپارت‌ها در طول خشک‌سالی شدیدی که تجربه کرده بودند، تبدیل به کسانی شده بودند که بازی‌ها به آنها مجال رهایی روانی از مشکلاتشان را می‌داد.